# 同位体顕微鏡
同位体顕微鏡（どういたいけんびきょう）とは試料の同位体の二次元的な分布を画像化する顕微鏡。

## 概要
二次イオン質量分析器の一種でイオンを照射して生じた試料表面のイオンを質量分析器に送り、同位体を計測する。

## 用途
岩石等の試料の同位体の分布、同位体比の変化から年代測定により結晶の成長速度、成長方向等がわかる。